# Il più grande pasticcere (seconda edizione)
La seconda edizione della versione italiana del talent show culinario Il più grande pasticcere è in onda dal 27 ottobre 2015 su Rai 2.
Confermati i giudici della precedente edizione, i pasticceri Luigi Biasetto, Leonardo Di Carlo e Roberto Rinaldini, insieme al tutor e giudice nelle prove esterne Iginio Massari. A differenza della prima edizione, in cui era presente come conduttrice Caterina Balivo, in questa edizione non è presente nessun conduttore. Le prove vengono commentate dalla voce fuori campo di Alessandra Korompay.

## Concorrenti
| Concorrente              | Età | Città/Origine   | Anni d'esperienza | Posizione                       |
| ------------------------ | --- | --------------- | ----------------- | ------------------------------- |
| Sebastiano Caridi        | 27  | Reggio Calabria | 7                 | Vincitore                       |
| Lorenzo Puca             | 26  | Pescara         | 10                | Secondo classificato            |
| Debora Vena              | 23  | Negrar (VR)     | 9                 | Terza classificata              |
| Mario Peqini             | 28  | Durazzo         | 10                | Eliminato nella quinta puntata  |
| Kanako Murakami          | 33  | Miyagi          | 5                 | Eliminati nella quarta puntata  |
| Giovanni Cappello        | 29  | Palermo         | 12                | Eliminati nella quarta puntata  |
| Giuseppina "Giusy" Verni | 35  | Bari            | 12                | Eliminati nella terza puntata   |
| Corrado Carosi           | 32  | Sarzana (SP)    | 12                | Eliminati nella terza puntata   |
| Federico D'Ambrosio      | 26  | Quilmes         | 6                 | Eliminati nella seconda puntata |
| Athina Patsis            | 23  | Roma            | 3                 | Eliminati nella seconda puntata |

## Prove
- Prima prova: gli aspiranti pasticceri devono preparare un dolce nel gusto e nella presentazione secondo un tema scelto dai giudici ed entro un termine prestabilito. Al termine di questa prova, poi, dopo l'assaggio da parte dei giudici verranno decretati i peggiori della prova che andranno a disputare la prova eliminatoria.
- Prova in esterna: in questa prova, i concorrenti che hanno superato la prima precedente dovranno realizzare un dessert o un buffet di dolci per un evento particolare che si svolge in un determinato luogo italiano, confrontandosi con la tradizione della pasticceria italiana divisi in squadre o in coppie e assistiti dal tutor Iginio Massari. Al termine di questa prova, i peggiori giudicati da Massari andranno anch'essi a disputare la prova eliminatoria.
- Prova eliminatoria: In quest'ultima prova, i pasticceri peggiori della prima prova e della prova in esterna si sfideranno in una prova di abilità a tempo dentro l'Accademia, dopodiché al termine di questa manche verrà decretato il peggiore che verrà eliminato.

## Tabella delle eliminazioni
|            | 2                 | 2                 | 2         | 3                 | 3                 | 3         | 4                 | 4                 | 4         | 5                 | 5                 | 5         | 6                 | 6     | 6         |  |  |  |  |  |  |  |  |  |  |  |  |  |
| Sebastiano | SALVO             | SALVO             | -         | SALVO             | SALVO             | -         | SALVO             | SALVO             | -         | PEGGIORE 1ª PROVA | -                 | SALVO     | SALVO             | SALVO | VINCITORE |  |  |  |  |  |  |  |  |  |  |  |  |  |
| Lorenzo    | PEGGIORE 1ª PROVA | -                 | SALVO     | SALVO             | SALVO             | -         | SALVO             | SALVO             | -         | SALVO             | SALVO             | -         | MIGLIORE 1ª PROVA | -     | SECONDO   |  |  |  |  |  |  |  |  |  |  |  |  |  |
| Debora     | SALVA             | SALVA             | -         | SALVA             | SALVA             | -         | SALVA             | PEGGIORE 2ª PROVA | SALVA     | SALVA             | SALVA             | -         | SALVA             | TERZA | TERZA     |  |  |  |  |  |  |  |  |  |  |  |  |  |
| Mario      | SALVO             | SALVO             | -         | SALVO             | PEGGIORE 2ª PROVA | SALVO     | SALVO             | PEGGIORE 2ª PROVA | SALVO     | SALVO             | PEGGIORE 2ª PROVA | ELIMINATO |                   |       |           |  |  |  |  |  |  |  |  |  |  |  |  |  |
| Kanako     | SALVA             | SALVA             | -         | SALVA             | SALVA             | -         | PEGGIORE 1ª PROVA | -                 | ELIMINATA |                   |                   |           |                   |       |           |  |  |  |  |  |  |  |  |  |  |  |  |  |
| Giovanni   | SALVO             | SALVO             | -         | SALVO             | PEGGIORE 2ª PROVA | SALVO     | PEGGIORE 1ª PROVA | -                 | ELIMINATO |                   |                   |           |                   |       |           |  |  |  |  |  |  |  |  |  |  |  |  |  |
| Giusy      | SALVA             | SALVA             | -         | PEGGIORE 1ª PROVA | -                 | ELIMINATA |                   |                   |           |                   |                   |           |                   |       |           |  |  |  |  |  |  |  |  |  |  |  |  |  |
| Corrado    | SALVO             | PEGGIORE 2ª PROVA | SALVO     | PEGGIORE 1ª PROVA | -                 | ELIMINATO |                   |                   |           |                   |                   |           |                   |       |           |  |  |  |  |  |  |  |  |  |  |  |  |  |
| Athina     | PEGGIORE 1ª PROVA | -                 | ELIMINATA |                   |                   |           |                   |                   |           |                   |                   |           |                   |       |           |  |  |  |  |  |  |  |  |  |  |  |  |  |
| Federico   | SALVO             | PEGGIORE 2ª PROVA | ELIMINATO |                   |                   |           |                   |                   |           |                   |                   |           |                   |       |           |  |  |  |  |  |  |  |  |  |  |  |  |  |

## Dettaglio delle puntate

### Prima puntata
Data: martedì 27 ottobre 2015

La prima puntata ha visto 30 aspiranti pasticceri sfidarsi per entrare in accademia e conquistare i 10 posti disponibili.
- Prima prova (Biglietto da visita): i trenta aspiranti pasticceri dovevano preparare un dolce che li rappresenti al meglio in 30 minuti con gli ingredienti già scelti e presenti sul bancone. Terminato il tempo tutti i dolci sono stati sottoposti all'assaggio e al giudizio dei giudici che hanno ridotto i concorrenti da 30 a 20.
- Seconda prova: i venti pasticceri rimasti in gara dovevano prendere 30 uova a testa nella dispensa e dovevano separare i tuorli dagli albumi in 10 minuti e poi preparare una crema pasticciera e una meringa in un'ora. Terminato il tempo tutti i dolci sono stati sottoposti all'assaggio e al giudizio dei giudici che hanno ridotto i concorrenti da 20 a 15.
- Terza prova: i quindici pasticceri che hanno superato le precedenti prove, dovevano preparare in tre ore un dolce a base di frutta. Terminato il tempo tutti i dolci sono stati sottoposti all'assaggio e al giudizio dei giudici che hanno stabilito i 10 concorrenti che accederanno all'Academy.

### Seconda puntata
Data: martedì 3 novembre 2015

Ospite: Caterina Balivo
- Prima prova (Profiterole): Gli aspiranti pasticceri dovevano proporre in 3 ore una loro versione del profiteroles, accedendo per una sola volta alla dispensa. Al termine della prova, tutti i dolci sono stati sottoposti all'assaggio e al giudizio dei giudici che hanno deciso il migliore e i due peggiori che hanno dovuto affrontare la prova eliminatoria in accademia. 
  - Dolce migliore: Uno in due (Corrado)
  - Dolci peggiori: Tre Bignè (Athina) e Profiterole Gianduia (Lorenzo)
- Prova in esterna: Gli aspiranti pasticceri che hanno passato la prima prova, hanno dovuto affrontare una prova in esterna ambientata a Napoli, in Piazza del Gesù, con il tutor Iginio Massari dove tutti i concorrenti sono stati divisi in coppie formate da: Kanako e Debora, Federico e Corrado, Mario e Sebastiano, Giusy e Giovanni. In particolare, le coppie nella piazza dovevano allestire con il loro Piaggio Ape Car, una pasticceria di strada preparando dei dolci tipici napoletani quali: babà, pastiera napoletana e sfogliatella coda d'aragosta. Caterina Balivo, conduttrice della prima edizione del programma, partecipa come ospite assaggiatrice. Ad ogni assaggio, le persone che hanno trovato più convincenti i dolci di una coppia, dava loro un gettone, inoltre, il gettone dato da Caterina Balivo valeva 10 punti. La coppia che ha ricevuto più gettoni si è guadagnata l'immunità, invece, le altre hanno dovuto subire l'assaggio da parte di Iginio Massari, il quale ha deciso al termine della prova la coppia peggiore che ha dovuto sfidare gli altri due pasticceri peggiori nella prova eliminatoria. 
  - Coppia migliore: Mario e Sebastiano
  - Coppia peggiore: Corrado e Federico
- Prova eliminatoria: I quattro peggiori pasticceri delle precedenti prove hanno dovuto affrontare una prova in cui dovevano preparare in un'ora e mezza tre tipi di dolci su stecco (choco pops, cake pops ed un pop a piacere), in cui, al termine dell'assaggio i due peggiori sono stati eliminati.
  - Eliminati: Athina e Federico

### Terza puntata
Data: martedì 10 novembre 2015
- Prima prova (Dolci della tradizione): Gli otto aspiranti pasticceri, prima di cominciare la gara, dovevano scegliere (escludendo la propria regione di provenienza) ognuno una cloche rappresentante una regione e poi dovevano proporre in 3 ore una loro versione di quel dolce con la possibilità di chiedere consiglio ai concorrenti di quella regione, accedendo per una sola volta alla dispensa. Le regioni che si potevano scegliere erano: Calabria (Tartufo di Pizzo), Lombardia (Sbrisolona), Liguria (Sacripantina), Veneto (Tiramisù), Toscana (Pesche di Prato), Abruzzo (Parrozzo), Puglia (Pasticciotto) e Sicilia (Cannolo). Al termine della prova, tutti i dolci sono stati sottoposti all'assaggio e al giudizio dei giudici che hanno deciso i due peggiori che hanno dovuto affrontare la prova eliminatoria in accademia. 
  - Dolci peggiori: Tiramisù (Giusy) e Pesche di Prato (Corrado)
- Prova in esterna: Gli aspiranti pasticceri che hanno passato la prima prova, hanno dovuto affrontare una prova in esterna ambientata in una SPA, dove i sei pasticceri rimasti in gara divisi in coppie formate da: Lorenzo e Kanako, Mario e Giovanni, Sebastiano e Debora con il tutor Iginio Massari dovevano preparare un dolce per sei persone obese o in sovrappeso con il giudizio della nutrizionista Evelina Flachi. I dolci che dovevano preparare le coppie dovevano essere proporzionati ad una porzione chilocalorica bassa. Al termine della prova, i dolci venivano sottoposti prima all'assaggio da parte delle persone obese o in sovrappeso i quali esprimevano collegialmente un voto da 5 a 10, poi, il dolce veniva esaminato dalla nutrizionista, la quale, se il dolce aveva un basso numero di chilocalorie dava un voto sempre da 5 a 10. La coppia che ha ricevuto più punti da questi primi due giudizi si è qualificata per la puntata successiva, invece, le altre coppie hanno dovuto subire il giudizio nell'assaggio da parte di Iginio Massari, il quale, ha deciso la coppia peggiore che ha dovuto sfidare in accademia i pasticceri perdenti della prima prova.
  - Coppia migliore: Sebastiano e Debora
  - Coppia peggiore: Mario e Giovanni
- Prova eliminatoria: I quattro peggiori pasticceri delle precedenti prove hanno dovuto affrontare una prova in cui dovevano preparare in un'ora e mezza con della pasta sfoglia, della pasta brisée e della pasta choux situata nella loro postazione un buffet di tre preparazioni di pasticceria salata. Al termine della prova, tutti i dolci sono stati sottoposti all'assaggio da parte dei giudici che hanno deciso i due pasticceri da eliminare.
  - Eliminati: Giusy e Corrado

### Quarta puntata
Data: martedì 17 novembre 2015
- Prima prova (Zuccotto): I sei aspiranti pasticceri dovevano proporre in 3 ore una loro versione dello zuccotto, accedendo per una sola volta alla dispensa. Durante la prova, il primo che ha finito di montare lo zuccotto aveva il vantaggio di bloccare per venti minuti un avversario durante la gara. Al termine della prova, tutti i dolci sono stati sottoposti all'assaggio e al giudizio dei giudici che hanno deciso i due peggiori che hanno dovuto affrontare la prova eliminatoria in accademia. 
  - Dolci peggiori: Firenze (Kanako) e Sole di Sicilia (Giovanni)
- Prova in esterna: Gli aspiranti pasticceri che hanno passato la prima prova, hanno dovuto affrontare una prova in esterna ambientata sulla nave da crociera Costa Diadema. Divisi in due squadre (squadra blu: Lorenzo e Sebastiano; squadra rossa: Debora e Mario), i concorrenti hanno dovuto preparare per tutta la notte numerosi dolci per la colazione dei passeggeri della nave nella mattina seguente, i quali hanno espresso un giudizio di preferenza tra le due squadre, non decisivo per il proseguimento della sfida (la preferenza dei passeggeri è stata data alla squadra blu). Al termine della colazione dei passeggeri, Iginio Massari ha assaggiato alcuni dolci di entrambe le squadre, stabilendo la coppia peggiore che ha dovuto sfidare in accademia i pasticceri perdenti della prima prova.
  - Coppia migliore: Lorenzo e Sebastiano
  - Coppia peggiore: Debora e Mario
- Prova eliminatoria (Dolci a colori): I quattro peggiori pasticceri delle precedenti prove hanno dovuto affrontare una prova in cui dovevano preparare un dolce ognuno con i tre ingredienti contenuti all'interno della scatola colorata che poteva essere: nera (contenente: cioccolato fondente, pepe nero e olive nere), rossa (contenente: pomodori pachino, fragole e peperoncino), gialla (contenente: mango, peperoni e zafferano) o verde (contenente: mele verdi, timo e fagiolini) in un'ora e mezza. Al termine della prova, tutti i dolci sono stati sottoposti all'assaggio da parte dei giudici che hanno deciso i due pasticceri da eliminare.
  - Eliminati: Cuore nero (Giovanni) e Nascondiglio (Kanako)

### Quinta puntata
Data: martedì 24 novembre 2015

Ospite: Davide Scabin
- Prima prova (Alta cucina): I quattro pasticceri semifinalisti, dopo che è stato illustrato un menù di alta ristorazione da parte dello chef stellato Davide Scabin, dovevano preparare un pre-dessert, un dessert e un petit four in tre ore. Al termine della prova, tutte le preparazioni sono state sottoposte all'assaggio da parte dei giudici che hanno deciso il concorrente che doveva affrontare la prova eliminatoria.
  - Concorrente peggiore: Sebastiano
- Prova in esterna: I tre pasticceri che hanno superato la prima prova, hanno dovuto affrontare una prova in esterna con il tutor Iginio Massari, ambientata a Marsala, dove ad ognuno dei pasticceri è stata abbinata una signora del posto come aiutante. I pasticceri, dovevano creare un dolce ispirato alla Sicilia con le mandorle, gli agrumi e i pistacchi come ingredienti principali da abbinare ad un bicchiere di Marsala. Al termine della preparazione dei dolci, all'interno delle cantine Florio, i partecipanti al buffet poteva esprimere una preferenza mettendo un tappo del colore del pasticcere all'interno della bacinella, dove chi ne ha ricevuti di più si è aggiudicato la qualificazione diretta alla finale. Gli altri due, invece, dovevano subire il giudizio da parte di Iginio Massari, il quale ha deciso il concorrente peggiore che doveva affrontare la prova eliminatoria.
  - Concorrente peggiore: Mattonella siciliana (Mario)
- Prova eliminatoria (Calci di rigore): i due peggiori pasticceri delle prove precedenti hanno dovuto creare in un'ora e mezza senza accedere in dispensa cinque creazioni diverse usando alcuni dei 20 ingredienti presenti nei cestini che erano: farina, zucchero, uova, mandorle, nocciole, pistacchio, cioccolato, panna, mascarpone, vaniglia, limoni, banane, fragole, arance, yogurt, frutti di bosco, ricotta, rum, anice e zenzero. Terminata la prova, ogni concorrente decideva l'ordine di presentazione dei suoi dolci per sottoporre all'assaggio dei giudici dove ad ogni assaggio i giudici davano un punto al pasticcere che si è rivelato più convincente. Il pasticcere che in totale ha totalizzato 3 punti si è guadagnato l'accesso alla finale mentre il peggiore è stato eliminato.
  - Eliminato: Mario

### Sesta puntata
Data: mercoledì 2 dicembre 2015

Ospite: Nino Frassica e il cast di Don Matteo
- Prima prova (Torta nuziale): I tre pasticceri finalisti, accedendo per una sola volta alla dispensa, dovevano preparare in quattro ore una torta nuziale su più piani. Al termine della prova, ogni dolce è stato sottoposto all'assaggio dei giudici, i quali hanno stabilito il concorrente migliore che si è aggiudicato l'accesso alla prova finale.
  - Concorrente migliore: Lorenzo
- Prova in esterna: I due pasticceri rimasti ancora in gara, insieme al tutor Iginio Massari, si sono recati sul set della fiction Don Matteo, dove dovevano preparare una torta di compleanno per festeggiare l'ipotetico compleanno del Maresciallo Cecchini (Nino Frassica). Una volta terminata la preparazione delle torte, esse sono state fatte assaggiare sul set da parte dello stesso Frassica, del cast e dell'intera troupe della fiction. Dopo l'assaggio da parte del cast, i dolci sono stati sottoposti al giudizio da parte di Iginio Massari, il quale ha deciso a chi dare un primo vantaggio di questa prova. Al rientro in accademia, i due pasticceri rimasti ancora in gara hanno dovuto preparare un dolce ispirato al panettone. Per la preparazione di questo, i pasticceri in dispensa hanno preso un impasto già preparato dal maestro Massari con del lievito madre ed accedendo un'altra volta alla dispensa hanno dovuto preparare una loro versione in 4 ore. Al termine della preparazione, tutti i dolci sono stati sottoposti all'assaggio da parte dei giudici che hanno deciso il concorrente da portare alla prova finale.
  - Concorrente migliore: Dolce fiamma (Sebastiano)
- Prova finale: I due finalisti delle precedenti prove, hanno dovuto svolgere la prova finale in accademia, dove in tre ore dovevano creare una loro torta personale dove dopo l'assaggio al buio da parte dei tre giudici è stato decretato il vincitore della seconda edizione del programma.
- Vincitore: Sebastiano (Rivelazione)[1]

## Ascolti
| Puntata       | Messa in onda    | Telespettatori | Share |
| ------------- | ---------------- | -------------- | ----- |
| 1             | 27 ottobre 2015  | 1.479.000      | 6,37% |
| 2             | 3 novembre 2015  | 1.327.000      | 5,54% |
| 3             | 10 novembre 2015 | 1.617.000      | 6,91% |
| 4             | 17 novembre 2015 | 1.957.000      | 8,13% |
| 5             | 24 novembre 2015 | 1.723.000      | 7,35% |
| 6             | 2 dicembre 2015  | 1.856.000      | 8,10% |
| Media Auditel | Media Auditel    | 1.659.000      | 7,07% |